# Amifontaine
Amifontaine es una comuna francesa, situada en el departamento de Aisne, de la región de Alta Francia.

## Demografía
| 440 | 417 | 420 | 376 | 351 | 387 | 422 | 413 |
| Para los censos de 1962 a 1999 la población legal corresponde a la población sin duplicidades (Fuente: INSEE [Consultar]) |     |     |     |     |     |     |     |